# الحزب الوطني الإقليمي للمركز
الحزب الوطني الإقليمي للمركز (بالإسبانية: Partido Nacional Regionalista del Centro) كان حزبًا سياسيًا في بيرو. أسسه كالميت ديل سولار.